# Xie Hui
Xie Hui (chinois : 郑斌) (né le 14 février 1975 à Shanghai en Chine) est un joueur de football international chinois, qui évoluait au poste d'attaquant, avant de devenir entraîneur.

## Biographie

### Carrière de joueur

#### Carrière en club
Il est le second meilleur buteur de l'histoire du Shanghai Shenhua avec 64 réalisations, et également second meilleur buteur du club en championnat avec 43 buts.

#### Carrière en sélection
Avec l'équipe de Chine, il dispute 22 matchs (pour 9 buts inscrits) entre 1996 et 2005. Il figure notamment dans le groupe des sélectionnés lors des Coupes d'Asie des nations de 1996 et de 2000.

## Palmarès
Shanghai Shenhua
- Championnat de Chine (1) :
  - Champion : 1995.
- Coupe de Chine (1) :
  - Vainqueur : 1998.
- Coupe des champions de l'A3 (1) :
  - Vainqueur : 2007.

## Carrière d'entraîneur

### Débuts (2009–2011)
Après avoir pris sa retraite en février 2009, Xie Hui est immédiatement nommé entraîneur adjoint et porte-parole du Shanghai Shenhua.

### Formation des jeunes (2012–2015)
En 2012, il devient entraîneur des U17/U19 au Shanghai Lucky Star FC, un centre de formation réputé. En novembre 2014, après le rachat des équipes de jeunes par le Shanghai SIPG, il rejoint l'académie du club comme entraîneur de l'équipe réserve.

### Shanghai SIPG (2016–2020)
Promu adjoint de l'équipe première en 2016, il travaille sous André Villas-Boas (2016–2017) puis Vítor Pereira (2018–2020). Il remporte le championnat CSL 2018 et la Supercoupe de Chine 2019.

### Nantong Zhiyun(2020–2021)
Nommé entraîneur principal en mars 2020, il démissionne en août 2021 après des commentaires controversés lors d'un dîner privé. Bilan : 14 victoires, 11 nuls, 8 défaites.

### Dalian Professional (2022–2023)
Le 19 mars 2022, Xie est nommé entraîneur de Dalian Professional FC. Initialement relégué en D2 Chinoise, le club est repêché en CSL après la dissolution de Chongqing Liangjiang Athletic. Xie Hui impose immédiatement un style de jeu audacieux basé sur un pressing haut permanent, menant l'équipe à une 11ème place en 2022 (12V-9N-13D).
La saison 2023 tourne au désastre (3V-11N-16D), culminant par une relégation dramatique après une défaite 2-3 contre Shanghai Port. Le club est dissous en janvier 2024.

### Changchun Yatai (2024–2025)
Le 17 avril 2024, Xie devient entraîneur de Changchun Yatai en Chinese Super League (CSL). Malgré une victoire initiale 3-2 contre Nantong, les résultats déçoivent (1V-3N-7D). Il démissionne le 7 mai 2025 après une nouvelle défaite (0-3 vs Qingdao).